# Михайлівецька сільська рада
Михайліве́цька сільська́ ра́да — адміністративно-територіальна одиниця та орган місцевого самоврядування у Красилівському районі Хмельницької області. Адміністративний центр — село Михайлівці.

## Загальні відомості
- Населення ради: 1 030 осіб (станом на 2001 рік)

## Населені пункти
Сільській раді підпорядковані населені пункти:
- с. Михайлівці
- с. Мотрунки
- с. Сушки

## Склад ради
Рада складається з 14 депутатів та голови.
- Голова ради: Рибко Світлана Вікторівна
- Секретар ради: Кирилюк Раїса Володимирівна

### Керівний склад попередніх скликань
| Прізвище, ім'я, по батькові | Основні відомості                                                 | Дата обрання | Дата звільнення |
| --------------------------- | ----------------------------------------------------------------- | ------------ | --------------- |
| Рибко Світлана Вікторівна   | Сільський голова, 1962 року народження, освіта вища, позапартійна | 26.03.2006   | 31.10.2010      |
| Рибко Світлана Вікторівна   | Сільський голова, 1962 року народження, освіта вища, позапартійна | 31.10.2010   |                 |

Примітка: таблиця складена за даними сайту Верховної Ради України

### Депутати
За результатами місцевих виборів 2010 року депутатами ради стали:

#### За суб'єктами висування
| Суб'єкт висування | Кількість обраних депутатів | %    |
| ----------------- | --------------------------- | ---- |
| Самовисування     | 6                           | 42,9 |
| Народна партія    | 4                           | 28,6 |
| Партія регіонів   | 4                           | 28,6 |

#### За округами
| № округу        | Прізвище, ім'я, по батькові    | Дата визнання обраним | Освіта             | Партійна приналежність | Відомості про обраного депутата                            |
| --------------- | ------------------------------ | --------------------- | ------------------ | ---------------------- | ---------------------------------------------------------- |
| Народна Партія  |                                |                       |                    |                        |                                                            |
| 2               | Загалевич Марія Дмитрівна      | 05.11.2010            | вища               | член Народної партії   | Михайловецька школа, вчитель                               |
| 5               | Іванченко Наталія Миколаївна   | 05.11.2010            | вища               | член Народної партії   | Михайловецька школа, вчитель                               |
| 8               | Кирилюк Раїса Володимирівна    | 05.11.2010            | вища               | член Народної партії   | Михайлівецька сільська рада, секретар                      |
| 12              | Лавренчук Микола Васильович    | 05.11.2010            | середня спеціальна | член Народної партії   | пенсіонер                                                  |
| Партія регіонів |                                |                       |                    |                        |                                                            |
| 1               | Вишневська Валентина Францівна | 05.11.2010            | середня спеціальна | позапартійна           | Михайлівецька сільська рада, бухгалтер                     |
| 3               | Тарасюк Єва Степанівна         | 05.11.2010            | середня спеціальна | позапартійна           | тимчасово не працює                                        |
| 11              | Полюк Галина Іванівна          | 05.11.2010            | середня            | позапартійна           | Михайловецьке відділення зв'язку, листоноша                |
| 13              | Гірна Валентина Миколаївна     | 05.11.2010            | середня спеціальна | позапартійна           | Красилівський терит. центр соц. обсл., різноробоча         |
| Самовисування   |                                |                       |                    |                        |                                                            |
| 4               | Заруденська Галина Павлівна    | 05.11.2010            | середня спеціальна | позапартійна           | Михайловецька школа, кухар                                 |
| 6               | Ґудзь Руслан Якович            | 05.11.2010            | середня спеціальна | позапартійний          | м. Красилів, пожежник                                      |
| 7               | Мельничук Антоніна Юріївна     | 05.11.2010            | вища               | позапартійна           | Михайловецька школа, вчитель                               |
| 9               | Жолкевська Ліля Степанівна     | 05.11.2010            | середня спеціальна | позапартійна           | Михайлівський Будинок культури, директор Будиноку культури |
| 10              | Вовчемис Іван Сидорович        | 05.11.2010            | середня            | позапартійний          | ФГ «Тракт», бригадир тракторної бригади                    |
| 14              | Полюк Раїса Олексіївна         | 05.11.2010            | середня            | позапартійна           | Михайловецька сільська бібліотека, бібліотекар             |